# OurResearch
OurResearch, abans coneguda com ImpactStory, és una organització sense ànim de lucre que crea i distribueix eines i serveis per a biblioteques, institucions de recerca i recercaires. L'organització segueix pràctiques obertes amb les seves dades (en la mesura que ho permeten les condicions del servei dels proveïdors), el codi i el govern. and governance. OurResearch va ser creada el 2018 a Carolina del Nord (EUA) per Jason Priem i Heather Piwowar i està finançada per la Fundació Alfred P. Sloan, la National Science Foundation i Arcadia Fund.